# Glossodoris rufomarginata
Doris à bord roux
Espèce
Glossodoris rufomarginata, communément nommé Doris à bord roux, est une espèce de nudibranche du genre Glossodoris.

## Description

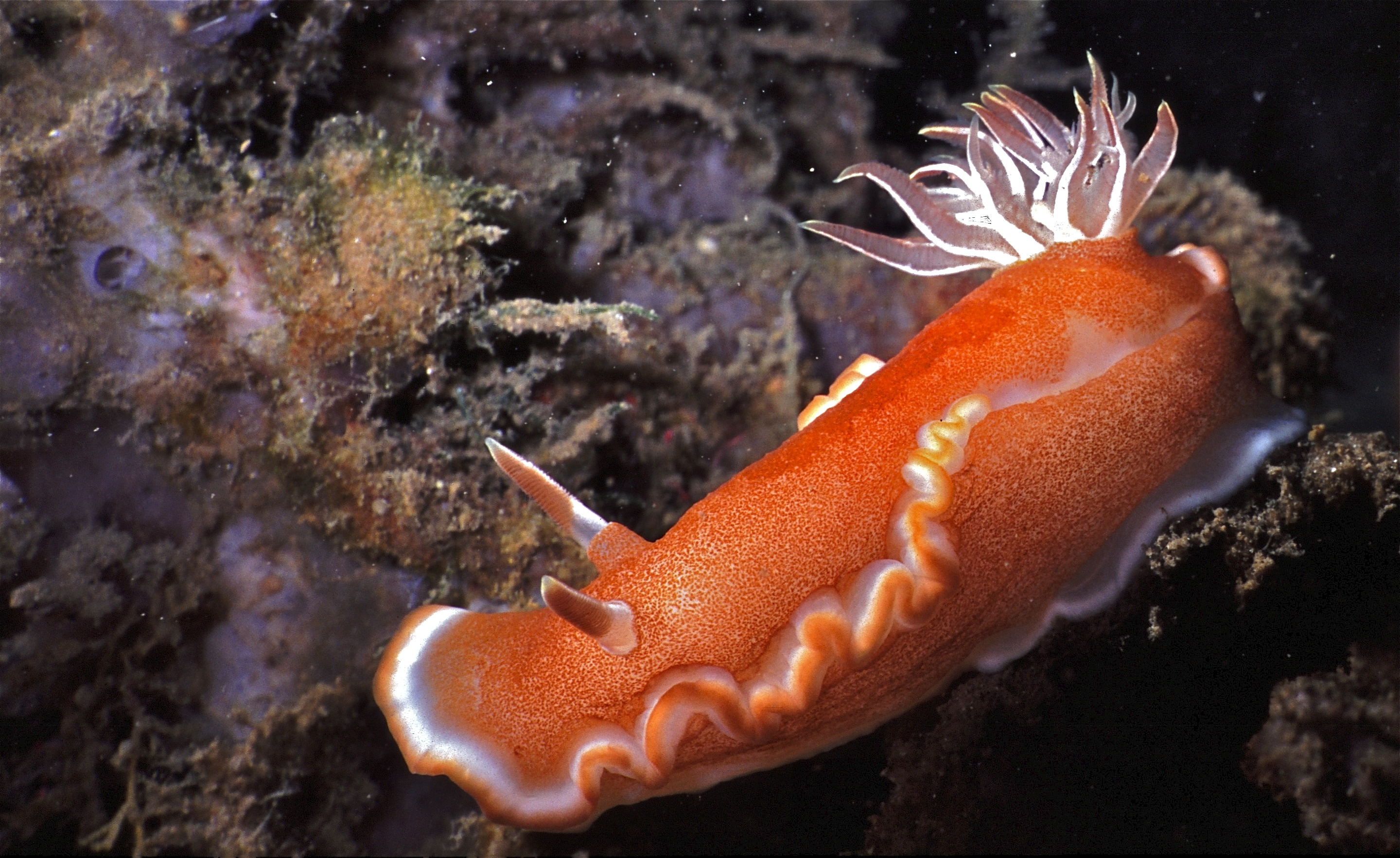
Glossodoris rufomarginata (Sulawesi, Indonésie)

Le Doris à bord roux a une taille couramment observée d'environ 35 mm de long. La coloration de fond de l'ensemble du corps est blanchâtre avec sur le pied et la face dorsale du manteau un moucheté très dense de petits points roux à brun-orangé qui peut donner l'impression à première vue que l'animal est brun. Le bord du manteau est bien développé et ondulé comportant une large bande blanche avec un liseré externe roux à brun-orangé. Le pied possède également une bordure externe blanche. Les rhinophores lamelés et le panache branchial sont rétractiles et de teinte rousse à brun-orangé avec une ligne médiane blanche sur les rhinophores et un surlignage blanc sur les axes des branchies.

## Distribution et habitat
Le Doris à bord roux se rencontre plus particulièrement dans les eaux tropicales du bassin Indo-Pacifique, du Sri Lanka à la Polynésie incluant Hawaï, avec quelques spécimens observés jusqu'à Mayotte,,. Il est présent surtout sur les récifs et les zones rocheuses en milieu abrité ou exposé mais avec une préférence pour les faces à l'ombre.

## Biologie
Glossodoris rufomarginata a une activité diurne et peut être observé aisément sur ou à proximité directe de sa source de nourriture de prédilection que représentent les éponges noires de la famille des Thorectides.